# Arbeitsgericht Naugard
Das Arbeitsgericht Naugard war ein Gericht der Arbeitsgerichtsbarkeit mit Sitz in Naugard.

## Geschichte
Gemäß Arbeitsgerichtsgesetz vom 23. Dezember 1926 wurden in Deutschland Arbeitsgerichte gebildet. Diese waren nur in der ersten Instanz organisatorisch selbstständige Gerichte, die Landesarbeitsgerichte waren den Landgerichten zugeordnet. Am Landgericht Stettin entstand so 1927 das Landesarbeitsgericht Stettin als eines von zwei Landesarbeitsgerichten im Bezirk des Oberlandesgerichtes Stettin. In Naugard entstand das Arbeitsgericht Naugard. Sein Sprengel umfasste den Bezirke der Amtsgerichte Gollnow, Massow, Naugard und Regenwalde. Es bestand eine gemeinsame Kammer für Arbeiter und Angestellte und eine Kammer für Handwerk.
Nach der Besetzung Deutschlands durch die Alliierten wurden 1945 die Deutschen vertrieben und die Geschichte des Arbeitsgerichts Naugard endete.